# Wilkinson Microwave Anisotropy Probe

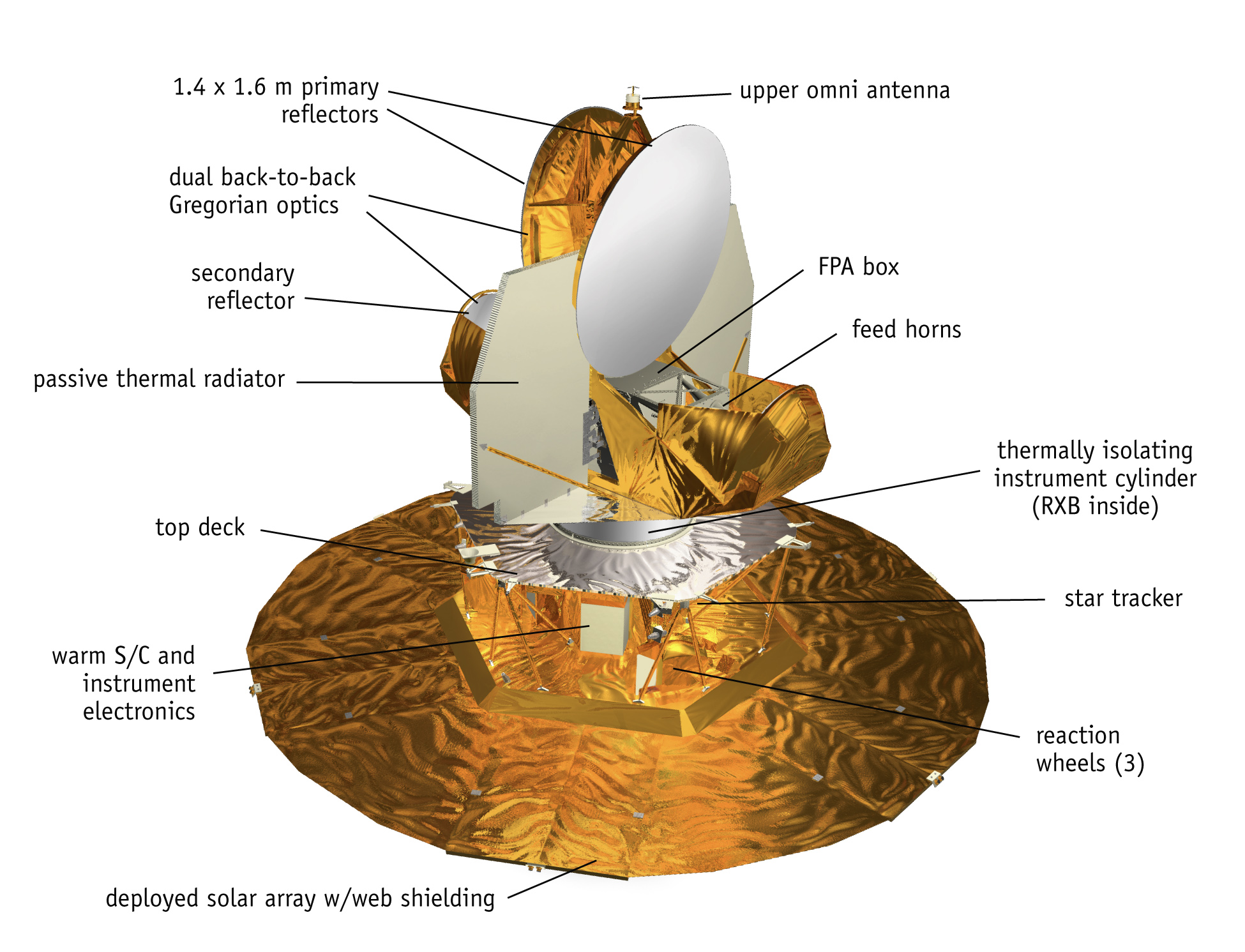
Diagramă a navei WMAP

Wilkinson Microwave Anisotropy Probe (WMAP) — denumită și Explorer 80 — este o navă spațială ce măsoară diferențele de temperatură ale radiațiilor remanente ale Big Bangului — radiația cosmică de fond — pe tot cerul. Condusă de profesorul Charles L. Bennett de la Universitatea Johns Hopkins, misiunea a fost dezvoltată într-un parteneriat între Goddard Space Flight Center și Universitatea Princeton. Nava a fost lansată la 30 iunie 2001, la ora 19:46:46 GDT, din Florida. Misiunea WMAP este continuarea misiunii spațiale COBE și este a doua navă de dimensiuni medii din programul Explorer. În 2003, misiunea, denumită inițial Microwave Anisotropy Probe (MAP) a primit numele WMAP în cinstea lui David Todd Wilkinson (1935–2002), membru al echipei științifice a misiunii.
Măsurătorile WMAP au jucat un rol-cheie în stabilirea actualului Model Standard al Cosmologiei. Datele WMAP se potrivesc foarte bine unui univers dominat de energia întunecată sub forma unei constante cosmologice. Alte date cosmologice sunt și ele consistente, și împreună definesc Modelul. În acest model Lambda-CDM al universului, vârsta universului este de 13,75 ± 0,11 miliarde de ani. Determinarea vârstei universului de către WMAP cu o precizie mai bună de 1% a fost recunoscută de Guinness Book of World Records. Viteza actuală de expansiune a universului este de 70,5 ± 1,3 km·s−1·Mpc−1. Conținutul universului este de 4,56%  ±  0,15% materie barionică obișnuită; 22,8% ± 1,3% materie întunecată rece (CDM) care nu emite și nu absoarbe lumină; și 72,6% ± 1,5% energie întunecată de forma unei constante cosmologice care accelerează expansiunea universului. Mai puțin de 1% din conținutul universului este format din neutrini, dar măsurătorile WMAP au descoperit în 2008 pentru prima oară că datele indică existența unui fundal cosmic de neutrini, cu un număr efectiv de tipuri de neutrini de 4,4  ±  1,5, consistent cu cifra așteptată de 3,06.
Conform revistei Science, WMAP a fost marea descoperire a anului 2003. Lucrările ce descriu rezultatele acestei misiuni au obținut primele două locuri în lista "Super Hot Papers in Science Since 2003". Dintre cele mai citate lucrări științifice în fizică și astronomie din baza de date SPIRES, doar trei sunt publicate după 2000, și toate sunt publicații WMAP.
În 2009, nava WMAP continua să achiziționeze date, fiind în stare perfectă de funcționare, după aproape 8 ani de la lansare. Astronomy and Physics Senior Review panel de la sediul central NASA a garantat un total de 9 ani de funcționare WMAP, până în septembrie 2010. Toate datele WMAP sunt publicate și sunt supuse unor analize atente.